# Ульф
Ульф (дат. Ulf) — мужское имя, распространённое в Скандинавии и Германии и означающее Волк.
- Ульф Рагнвальдсон — посадник и воевода новгородский, в 1032 году возглавивший новгородцев в походе на «Железные Ворота»[2].
- Ульф Торгильсон (? — 1026) — датский ярл, регент Дании (ок. 1024—1026).